# بركان بواس

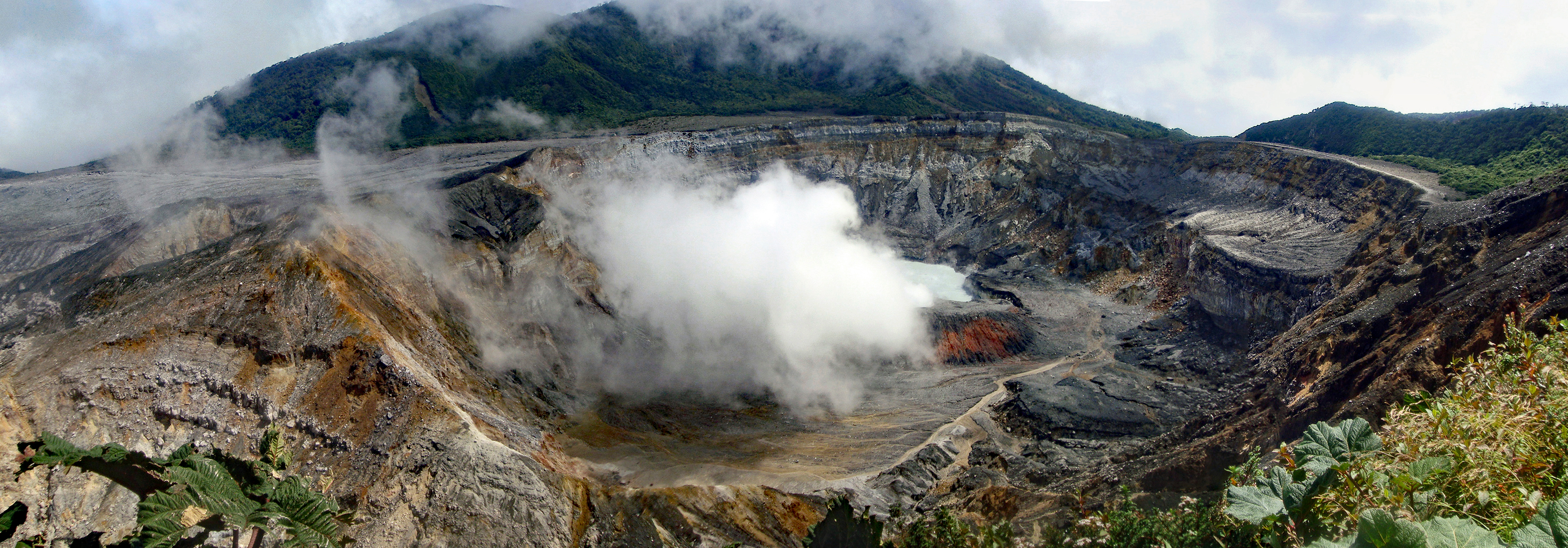
فومارول ؛ نشاط دخاني للبركان.

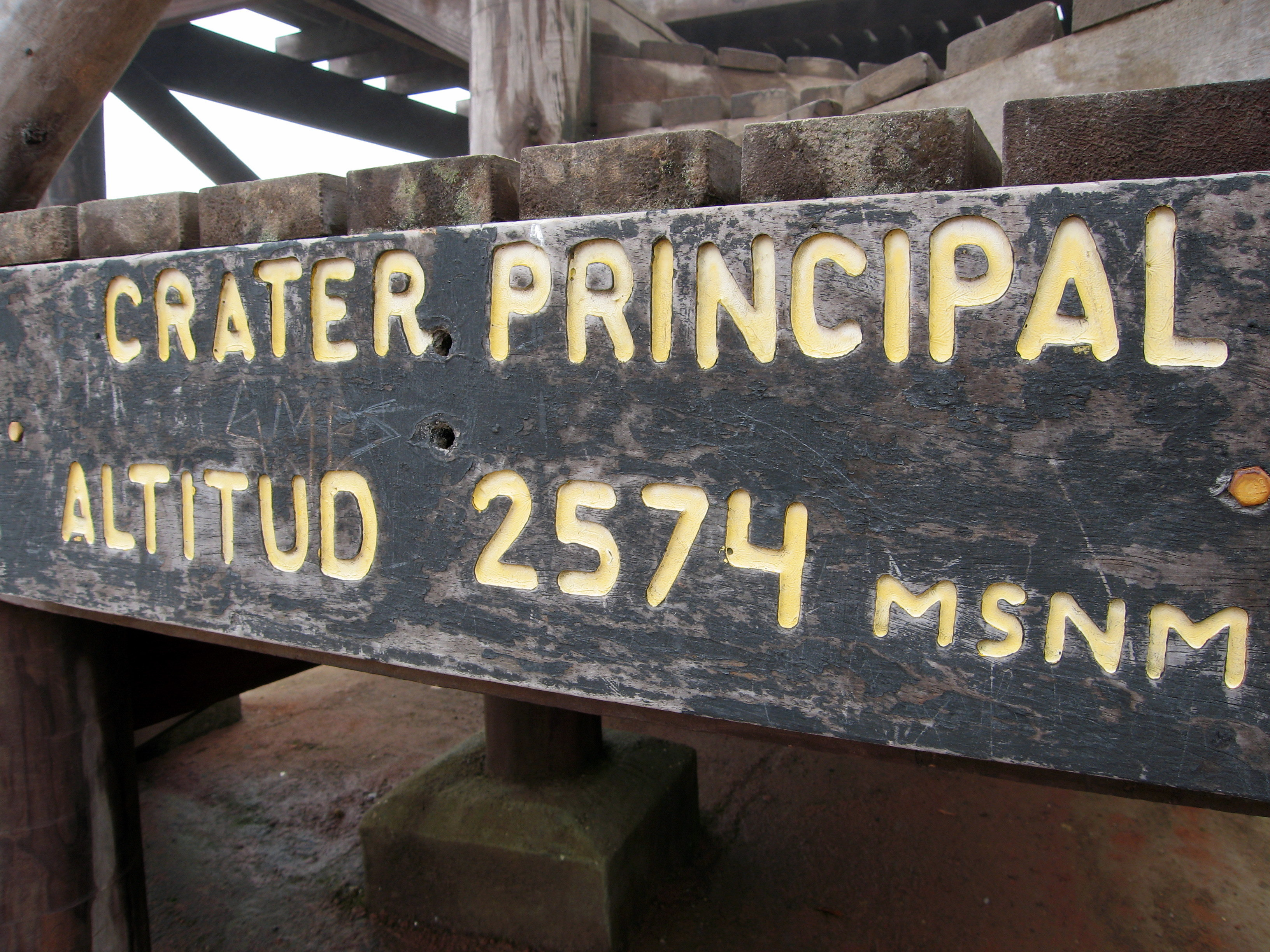
عند منصة مشاهدة فوهة البركان.

بركان بواس (بالإنجليزية: Poás Volcano) هو بركان نشط في كوستاريكا بأمريكا الوسطى. يصنف بركان بواس بأنه بركان طبقي.

## التضاريس
يبلغ ارتفاع بركان بواس 2708 متر ويبعد نحو 150 كيلومتر عن بركان آخر يسمى «رينسون دي لا فييخا» في منتزه بركان بواس الوطني. تزرع القهوة على سفوح بركان بواس، كما تزرع نباتات أخرى.
يشمل بركان بواس بحيرتين على فوهتين له. البركان الشمالى نشط ولهذا فهو معروف عالميا ويبلغ قطر فوهته نحو 1500 متر، وذو عمق يبلغ نحو 300 متر، وفيه توجد بحيرة «لاغونا كالينتي» التي يبلغ قطرها نحو 365 متر. تلك البحيرة حمضية ويبلغ باهاؤها
pH أقل من 1، ولهذا فهي من أشد بحيرات البراكين حموضة على مستوي العالم. ماؤه ذو لون أزرق وله تأثير تآكلي شديد على المواد؛ ولهذا فهو لا يصلح لوجود حياة فيه، فلا أسماك ولا قواقع وخلافه. كما تغطي قاع البحيرة طبقة من الكبريت السائل.
 تصعد من البركان غازات وتكوّن أمطارا حمضية وضباب حمضي، مما يضر بالنظام الحيوي المحيط به؛ وبالنسبة للزوار فكثيرون منهم يشعرون بحرقان في الأعين وفي الرئتين.
البحيرة الثانية لبركان بواس تسمى بحيرة«بوتوس».

## براكين أخرى نشطة في كوستاريكا
بالإضافة إلى بركان بواس توجد في كوستاريكا 6 براكين أخرى وكلهم نشيطون: بركان رنسون دي لا فييخا، وبركان إيرازو، وميرافاليس وأوروسي، وبركان أرينال، وبركان توريالبا.

## اقرأ أيضا
- كوستاريكا
- بركان إيرازو
- بركان رنسون
- بركان أرينال

## وصلات خارجية
- Costa Rican Vulcanologic and Seismologic Observatory: Poás
- Poas Information

قالب:Mountains of Costa Rica
قالب:Central American volcanoes